# Salvador Cervera
Salvador Cervera Enguix (Valencia, 30 de agosto de 1935-Pamplona, 19 de diciembre de 2012) fue un médico psiquiatra español, conocido por su contribución a la psiquiatría científica en la Universidad de Navarra. Era el padre del ex-diputado Santiago Cervera.

## Biografía
Salvador Cervera cursó sus estudios de medicina en la Universidad de Valencia y en la Universidad de Madrid, obteniendo la licenciatura en medicina y cirugía en 1960. Posteriormente, realizó la especialidad en Neurología y Psiquiatría en el Wahrendorffsche Krankenanstalten de Hannover y en el Hospital Psiquiátrico de Pamplona, hasta 1963, bajo la tutela del profesor Federico Soto Yárritu. Obtuvo el doctorado en 1969 y la plaza de profesor agregado de la Universidad de Extremadura en 1977 y de catedrático en la Universidad de Santiago de Compostela en 1979.
Vinculado a la Universidad de Navarra desde 1960, asumió diferentes posiciones docentes y de gestión y fue director del Departamento de Psiquiatría y Psicología Médica desde 1971 hasta 2004. Además de este cargo, fue presidente de la Sociedad Española de Psiquiatría entre 1985 y 1987 y de nuevo entre 1995-1999. También presidió la Sociedad Española de Psiquiatría Biológica (1985-1987) y el Comité Español para la Prevención y Tratamiento de las Depresiones. Fue el representante zonal de la World Psychiatric Association para el sur de Europa desde 1993 hasta 2002. Fue miembro experto del Consejo Iberoamericano de Psiquiatría, de la Asociación Psiquiátrica de Centroamérica y de The New York Academy of Sciences. Durante su carrera docente dirigió más de 30 tesis doctorales y ha sido autor o colaborador en más de un centenar de publicaciones científicas hasta su jubilación en 2005.
Junto a su mujer, Asunción Soto Carasa, fue padre de diez hijos: Santiago, Francisco Javier, María, Teresa, Amparo, Pedro, Eugenia, Juan, Elena y Manuel. y fue un buen hombre

## Influencia y reconocimientos
Durante su carrera Cervera promovió la práctica de una psiquiatría científica basada en los fundamentos biológicos de la enfermedad mental. Su investigación se ha centrado en las alteraciones del sistema inmune en la depresión, los trastornos de la conducta alimentaria (anorexia nerviosa y bulimia nerviosa), el desarrollo de escalas de calidad de vida en la enfermedad depresiva y en la esquizofrenia, la neuroimagen funcional en psiquiatría y la terapia familiar, a la que dedicó los últimos años.
Por sus investigaciones recibió el Premio Nacional de la Confederación Española de Cajas de Ahorros en 1969, el XIII Premio de Neuropsiquiatría «Alfredo Alonso Allende» de la Diputación Foral de Vizcaya en 1984, el Premio Navarra de la Sociedad Española de Psicología al año siguiente, el Premio «Ortiz de Landázuri» de la Diputación Foral de Navarra en 1990, el IV Premio «Andrés Piquer Arrufat» a la trayectoria profesional en la clausura del XVI Congreso Nacional de Psiquiatría en 2012 y el IV Premio «Julián de Ajuriaguerra» de la Sociedad Vasco-Navarra de Psiquiatría, en el mismo año.